# (2810) Лев Толстой
(2810) Лев Толстой (лат. Lev Tolstoj) — типичный астероид главного пояса, который был открыт 13 сентября 1978 года советским астрономом Николаем Черных в Крымской обсерватории и 15 мая 1984 года назван в честь великого русского писателя Льва Николаевича Толстого.

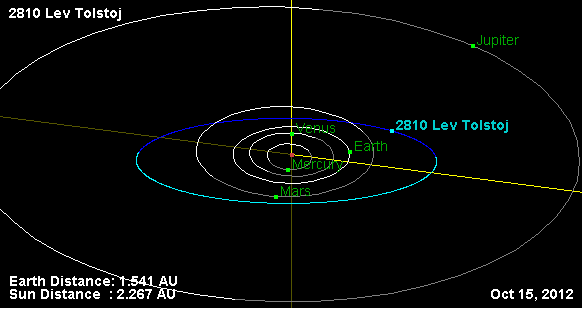
Орбита астероида Лев Толстой и его положение в Солнечной системе